# ميشيل وولف (ممثلة)
ميشيل وولف (بالإنجليزية: Michelle Wolf)‏ هي ممثلة أمريكية، ولدت في 21 يونيو 1985 في مقاطعة دوفين في الولايات المتحدة.

## وصلات خارجية
- الموقع الرسمي
- ميشيل وولف على موقع IMDb (الإنجليزية)
- ميشيل وولف على موقع قاعدة بيانات الفيلم (الإنجليزية)